# ملفين ليرد
ملفين ليرد هو ضابط وسياسي أمريكي، ولد في 1 سبتمبر 1922 في أوماها في الولايات المتحدة، وتوفي في 16 نوفمبر 2016 في فورت مايرز في الولايات المتحدة. نشط حزبياً في الحزب الجمهوري.

## مناصب
- انتخب رئيس المؤتمر الجمهوري لمجلس النواب الأمريكي [الإنجليزية]‏ (3 يناير 1965 – 3 يناير 1969).
- انتخب وزير الدفاع الأمريكي (21 يناير 1969 – 29 يناير 1973).
- انتخب عضو مجلس ولاية ويسكونسن ‏.
- انتخب عضو مجلس النواب الأمريكي [الإنجليزية]‏.

## وصلات خارجية
- ملفين ليرد على موقع الموسوعة البريطانية (الإنجليزية)
- ملفين ليرد على موقع مونزينجر (الألمانية)
- ملفين ليرد على موقع إن إن دي بي (الإنجليزية)